# Cliponville
Cliponville é uma comuna francesa na região administrativa da Normandia, no departamento de Sena Marítimo. Estende-se por uma área de 7,2 km². Em 2010 a comuna tinha 271 habitantes (densidade: 37,6 hab./km²).